# Eumene I
Eumene (in greco antico: Εὐμένης, Eyménes?; ... – Pergamo, 241 a.C.), chiamato nella storiografia moderna Eumene I, è stato un sovrano pergameno, re di Pergamo dal 263 a.C. fino alla sua morte.

## Biografia
Era figlio di Eumene, fratello di Filetero (il fondatore della dinastia attalide), e di Satyra, figlia di Poseidonio. Non avendo avuto figli, Filetero adottò Eumene per farlo diventare suo erede.
Sebbene nominalmente sotto il controllo seleucide, Pergamo sotto Filetero godette di una consistente autonomia. Ad ogni modo, quando succedette al trono, Eumene, forse incoraggiato da Tolomeo II, in guerra allora con i seleucidi, si ribellò, sconfiggendo nel 261 a.C. Antioco I nei pressi di Sardi, capitale della Lidia. Egli fu perciò capace di liberare Pergamo, ingrandendone il suo territorio. Nei suoi nuovi possessi, egli stabilì posti di guarnigione a nord ai piedi del Monte Ida chiamato Filetereia dal nome del suo padre adottivo, a da est, a nord-est di Tiatira, vicino alle sorgenti del fiume Lico, chiamato Attaleia dal nome di suo nonno, ed estese il suo controllo anche a sud del fiume Caicó fino al golfo di Cuma. Dimostrando la sua indipendenza, egli iniziò a coniare monete con il ritratto di Filetero, mentre il suo predecessore aveva ancora raffigurato Seleuco I Nicatore.
Oltre alla rivolta contro i seleucidi, non ci sono successivamente documenti riguardanti ulteriori ostilità che coinvolgano Pergamo durante il regno di Eumene, anche se continuavano i conflitti tra i seleucidi e i Tolomei, e i galli della Galazia andassero continuamente saccheggiando tutta la regione. Se Eumene fu capace di tenere Pergamo libera dalle devastazioni dei galli, fu probabilmente a causa del tributo che versava loro.
Benché mai assunse nominalmente il titolo di "re", Eumene di fatto esercitava tutti i poteri. Imitando altri regnanti ellenistici, venne istituita a Pergamo una festività in onore di Eumene chiamata Eumeneia.
Non si sa se avesse avuto figli. Un "figlio Filetero di Eumene" viene menzionato in un'iscrizione nella città di Tespie; alcuni lo considerano come figlio di Eumene, morto prima dunque del padre (241 a.C.). Eumene adottò il suo cugino di secondo grado, Attalo I, che gli succedette al trono di Pergamo.

## Bibliografia

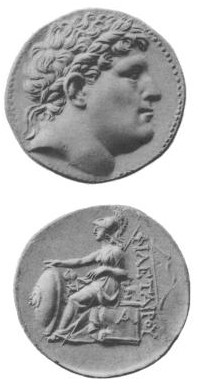
Moneta coniata durante il regno di Eumene I. Il recto raffigura la testa di suo zio, Filetero, mentre sul rovescio viene rappresentata Atena seduta, divinità protettrice della città di Pergamo. Si legge ΦΙΛΕΤΑΙΡΟΥ (philetairou), "(moneta) di Filetero"